# Jamie Blackley
Jamie Blackley (Douglas, 8 juli 1991) is een Manx acteur.

## Biografie
Jamie Blackley werd geboren in 1991 op het eiland Man en begon als acteur in televisieseries van 2008 tot 2009 zoals Casualty en Misfits en speelde in het theater in Londen in het toneelstuk Spring Awakening in 2009. Zijn eerste kleine filmrol kreeg hij in 2010 in Prowl en er volgden grotere rollen in Uwantme2killhim? in 2012, The Fifth Estate in 2013 en de Woody Allen-film Irrational Man in 2015.

## Filmografie
- Prowl (2010)
- And While We Were Here (2012)
- Snow White and the Huntsman (2012)
- Vinyl  (film) (2012)
- Uwantme2killhim? (2012)
- We Are the Freaks (2012)
- The Fifth Estate (2013)
- If I Stay (2014)
- Irrational Man (2015)

## Prijzen en nominaties
| jaar | prijs                                     | categorie                                  | film             | uitslag  |
| ---- | ----------------------------------------- | ------------------------------------------ | ---------------- | -------- |
| 2013 | Internationaal filmfestival van Edinburgh | Best Performance in a British Feature Film | Uwantme2killhim? | Gewonnen |